# 焦磷酸钾
焦磷酸钾（Potassium pyrophosphate）是钾的焦磷酸盐，分子式K4P2O7。

## 制备
焦磷酸钾可以由磷酸氢二钾在 350 – 400 °C 下失水而成。
{\displaystyle \mathrm {2\ K_{2}HPO_{4}\longrightarrow K_{4}P_{2}O_{7}+H_{2}O} }
它也可以由碳酸钾和五氧化二磷反应而成。
{\displaystyle \mathrm {2\ K_{2}CO_{3}+P_{2}O_{5}\longrightarrow K_{4}P_{2}O_{7}+2\ CO_{2}} }

## 性质
焦磷酸钾是一种白色易潮解固体，极易溶于水。它的三水合物在 180 °C 下变成单水合物，在 330 °C 下变成无水物。

## 用途
无氰电镀中用于替代氰化钠作为电镀的络合剂。用于配制清洗剂、洗涤剂。也用作粘土分散剂、颜料和染料的缓冲剂和分散剂，以及漂染中的除铁离子试剂。食品工业中，用作乳化剂、螯合剂、组织改进剂等。